# Español chilote
El español chilote o castellano chilote es el conjunto de modalidades del idioma español que se hablan en el archipiélago de Chiloé y sus alrededores, en el sur de Chile.
Es considerado una de las cuatro zonas en que se divide el español de Chile, donde es «la más relevante [...] por el carácter arcaico de su lengua».

## Historia
La población indígena de Chiloé estaba compuesta por huilliches, payos y chonos; los dos primeros hablaban veliche, el dialecto chilote del mapudungun, mientras que los chonos tenían un idioma propio del que no se sabe casi nada. 
A mediados del siglo XVI, Chiloé fue colonizado por los españoles, quienes al llegar a la Isla Grande la llamaron «Nueva Galicia» por su similitud paisajística con esa región española. El archipiélago fue el último dominio de la Corona española en el actual territorio chileno; fue incorporado a la República de Chile en 1826 mediante el tratado de Tantauco, luego del triunfo patriota en la denominada «Conquista de Chiloé». 
Los conquistadores fundaron pueblos y sometieron a los indígenas al trabajo en el sistema de encomiendas, pero pronto las condiciones de aislamiento de las demás colonias ocasionaron un proceso de mestizaje entre los distintos grupos étnicos. Después de la batalla de Curalaba (1598), que acarreó la destrucción o el despoblamiento de las ciudades entre el río Biobío y el canal de Chacao, la población española del archipiélago resultó aún más aislada. Por esta razón, los habitantes del archipiélago se vieron abandonados a sus propios recursos y, con el paso del tiempo, dieron origen a una cultura propia, en la que el lenguaje también adoptó una forma particular. Durante los siglos XVII y XVIII, la mayor parte de la población era bilingüe y, según el náufrago inglés John Byron, muchos españoles preferían usar la lengua huilliche por considerarla «más bonita». Por la misma época, el gobernador Narciso de Santa María se quejó de que los españoles se expresaban mal en castellano y bien en veliche y que la segunda lengua se usaba más.
Después de la expulsión de los jesuitas mediante la Pragmática Sanción de 1767, las nuevas órdenes religiosas incentivaron el uso del castellano y, a fines del siglo XVIII, un sacerdote señaló que ya había más familiarización con la lengua española, tanto entre españoles y mestizos como entre indígenas, pero que seguían haciéndose las confesiones en veliche. Aunque este dialecto desapareció a fines del siglo XIX, el castellano hablado en Chiloé acusa una gran influencia de él en el vocabulario y en ciertas construcciones gramaticales; este último también contiene muchos arcaísmos del español hablado en la época colonial, ya desusados en otras variantes del idioma, a tal punto que, a principios del siglo XX, un viajero chileno afirmó no entender la lengua que hablaban unos boteros chilotes en un puerto[cita requerida]; sin embargo, hoy en día la educación uniforme, la existencia de los medios de comunicación masivos que usan el español estándar o el español chileno y el escaso prestigio del español chilote han causado que cada vez menos chilotes usen su habla local, a tal punto que muchas personas no son comprendidas al usarla.

## Fonología y fonética
- Al igual que en el español chileno, la s se aspira al final de sílaba y la d intervocálica se tiende a eliminar.
- Realización aspirada de j.
- Trasformación de los grupos bo, bu, go y gu en wo y wu.
- Conservación de la consonante nasal velar /ŋ/ (escrita "ng" o "gn") en palabras de origen mapuche. Este fonema no existe en castellano estándar. Ej.: culenges [ku'leŋeh] (En el resto de Chile, se dice culengues [ku'leŋgeh]).
- Diferencia en el tratamiento para y y ll: Desde Castro hacia el norte no se hace diferencia entre ellas, ya que ambas se pronuncian como [j] (yeísmo). En sectores del centro y el sur se pronuncian diferente, pueden ser [je] y [dʒ], [j] y [ʒ] o [dʒ] y [ʒ]. También existen otros lugares en la parte sur y occidental donde ambas se pronuncian [ʒ].
- Es habitual que la africada ch se pronuncie como fricativa [ʃ], a semejanza de una sh inglesa. Esta pronunciación fricativa no es bien vista en Chile.[7]
- En algunos lugares el grupo tr se pronuncia diferente según la etimología de la palabra: si proviene del castellano, se pronuncian claramente ambas consonantes, mientras que si el vocablo proviene del mapudungun, se pronuncia [tɹ], semejante a una chr. Sin embargo, en el resto de lugares, las palabras de origen mapuche que tenían esta consonante la han reemplazado por la ch y en las restantes este grupo se pronuncia [tɾ] como en la mayoría de los dialectos del español, a diferencia de lo que ocurre en español chileno, en que se tiende a usar [tɹ] sin importar la procedencia de la palabra.
- Paragoge: Al final de palabras terminadas en r o c se agrega una vocal. Ejs.: andar [an'darə], Quenac [ke'nakə].
- Los aspectos prosódicos del español de Chiloé han sido estudiados recientemente y dan cuenta de una entonación ascendente.[8]

## Sintaxis y gramática
- Amplio predominio del uso de tuteo,[9][10][11] con existencia reducida del voseo a la manera rioplatense y chilena, en expansión desde el centro del país.[12] En el tratamiento familiar se usa la forma híbrida Tú soes. En el futuro imperfecto, se recurre a conjugaciones de voseo usando la terminación -is,[9] en lugar de la terminación -ás estándar; también en el pretérito indefinido, en que se pierde la primera -s del verbo y se conserva la última,[9] rasgo que también está presente[13] en hablas de Colombia y de los Andes de Venezuela: Cantarís, comerís, vendrís, anduvites, comites, oítes.

- En el tratamiento respetuoso se usa la segunda persona plural, ustedes, con su respectiva conjugación verbal, en vez de la segunda singular, usted: ¿Ustedes son don Luis Bórquez?
- Uso del artículo definido ante nombres propios femeninos: la Cecilia.
- Uso de qué en el final de las frases interrogativas que requieren respuesta afirmativa o negativa: ¿Ya llegarían qué?
- El verbo dejar se une a un verbo en participio para indicar una acción completada inmediatamente antes de realizar otra: ¿Dejarían almorzado qué?. No, dejé desayunado no más y salí.
- Empleo de na (< nada) para reforzar la negación: Yo no soy na esa persona.
- Acentuación independiente de los clíticos en las formas imperativas con un objeto directo y de los clíticos -se y -te:[9] Da-melo, come-tela, di-selo, caer-se, sienta-te.
- Acentuación grave de la primera persona plural del pretérito imperfecto:[9] Trabajabamos, decíamos.
- Supresión de la -r del infinitivo cuando le sigue uno de los clíticos comenzados en l:[9] Dalo, tenelo, urdilo.
- Empleo de lo como complemento directo en reemplazo de la:[9][14] -¿Él traería la madera qué? - Sí, lo trajo.
- La preposición a sirve para indicar la localización de acciones en progreso: Su papá anda a Castro.
- Hay zonas en que el diminutivo es -icho, -icha: Viejicho, perricha.
- Se "incluye" al oyente cuando se narran hechos en que no participa: Aquel chico todo lo que tiene te lo rompe ("Ese niño rompe todo lo que tiene"), ¿Quién te sabrá? ("¿Quién sabe?").
- En las comparaciones, se reemplazan los pronombres yo y tú por mí y ti; por el contrario, no se usan conmigo y contigo sino las formas regulares con yo y con tú. Estas expresiones son muy combatidas en la escuela por considerarse completamente incorrectos desde el punto de vista de la lengua estándar: Tú cantas mejor que a mí,[9] es más alta que a ti, tienes que venir con yo.
- Los verbos querer y doler se conjugan en futuro de la misma forma que poder: Quedrís, doldrá.

## Modalidades
Existe un número no determinado de modalidades que forman un continuo en el que se van acumulando diferencias a medida que aumenta la distancia entre ellas. Se distinguen por la entonación, la pronunciación y el vocabulario. Por lo tanto, los rasgos de fonología y gramática mencionados anteriormente no son válidos para todas las modalidades. Es frecuente que un chilote sea capaz de descubrir la procedencia de otro por su manera de hablar, aunque en la actualidad las diferencias son mucho menos marcadas que hace unas décadas. 

## Vocabulario
El vocabulario tiene un gran porcentaje de voces huilliches, de arcaísmos y regionalismos traídos desde España. También se ha cambiado el sentido de algunos términos y se han creado otros nuevos. Además, se conservan términos comunes a otras regiones de Hispanoamérica que en el resto de Chile han sido reemplazados por términos locales.

### Palabras huilliches
Las palabras de origen huilliche hacen referencia sobre todo a plantas y animales nativos, a actividades agrícolas tradicionales, como el cultivo de la papa o a la alimentación (cuya base es la papa). Muchas de las palabras que en el mapudungun actual tienen tr la cambian por ch.
Los verbos de origen mapuche se forman agregando el auxiliar hacer.
- Chehua (perro), chelle (Larus maculipennis), hacer meño (comportarse de una forma muy diferente a la propia, se supone que es presagio de muerte), huele (zurdo), llevar a cheque o hacer cheque (llevar a alguien montado en la espalda), pachanca (pingüino), pilcahue (papa de sabor dulce que procede de la planta que produjo un tubérculo que permaneció en el terreno sin ser cosechado).

### Quechuismos
Junto a los términos de origen quechua que son de uso común en todo Chile —como choclo, cochayuyo o guagua—, existen palabras de origen quechua de ámbito restringido a Chiloé y zonas aledañas, como cochaguasca o minga. 

### Arcaísmos y regionalismos españoles
- Agora (ahora), ansina (así), chiquinino (pequeñito), leste (viento del este), peseta (moneda), preba (prueba), ueste (viento del oeste), entre otros.

### Cambios de sentido
- Curioso (entendido en un tema), hombre soltero (adulto joven), mentira (nimiedad), privarse (enfurecerse), sapo (insecto), valiente (trabajador).

## Estudios
El primer investigador que publicó obras acerca del castellano de Chiloé fue el sacerdote Francisco Cavada, quien elaboró diccionarios y anotó una serie de rasgos gramaticales que él consideraba errores o desviaciones del castellano correcto, así como otros en que el habla de Chiloé se asemejaba a la norma del idioma y por ello difería del habla de otras zonas de Chile. Otros investigadores, en su mayoría compiladores de diccionarios y listas de léxico, han sido Elena Quintana, Nicasio Tangol y Renato Cárdenas.